# Cantonul Mauléon-Barousse
Cantonul Mauléon-Barousse este un canton din arondismentul Bagnères-de-Bigorre, departamentul Hautes-Pyrénées, regiunea Midi-Pyrénées, Franța.

## Comune
- Anla
- Antichan
- Aveux
- Bertren
- Bramevaque
- Cazarilh
- Créchets
- Esbareich
- Ferrère
- Gaudent
- Gembrie
- Ilheu
- Izaourt
- Loures-Barousse
- Mauléon-Barousse (reședință)
- Ourde
- Sacoué
- Sainte-Marie
- Saléchan
- Samuran
- Sarp
- Siradan
- Sost
- Thèbe
- Troubat